# BRB Internacional
BRB Internacional S.A. é um estúdio europeu de animação situado na Espanha e fundado por Tito Basto, José Rodriguez e Claudio Biern Boyd, cujas iniciais de seus segundos nomes dão origem à sigla desta empresa. Ela é conhecida por suas séries que se tornaram clássicos na europa como David, the Gnome.

## História
Começou em 1972 como uma empresa européia de licenciamento de personagens Hanna-Barbera e Warner Bros. e distribuindo na Europa produtos televisivos: Muppets, A Pantera Cor de Rosa, Tom & Jerry e As Panteras.
Em 1981, a BRB cresceu tanto que passou a criar, produzir e distribuir suas próprias animações, em parceria com produtoras de animações que se tornaram clássicos tais como D'Artagnan e os Três Mosqueteiros, A Volta ao Mundo em 80 Dias com Willy Fog e David, o Gnomo, algumas delas em co-produções com estúdios japoneses.
Atualmente a produtora continua investindo em suas séries, em seu catálogo tendo vários curtas como Bernard, Suckers e Canimals.
Suas séries são co-produzidas tanto por produtoras japonesas quanto coreanas.

## Algumas Produções
- D'Artagnan e os Três Mosqueteiros (1981)
- A Volta ao Mundo em 80 Dias com Willy Fog (1981)
- David, o Gnomo (1985)
- The Untouchables of Elliot Mouse (1997)
- Toonimals (2001)
- Bernard (2005)
- Eon Kid (2005)
- Suckers (2010)
- Canimals (2011)
- Khuda-Yana (2011)
- Invizimals (previsto para 2013)